# Felix Astor
Felix Astor (* 1968 in Heidelberg) ist ein deutscher Jazzmusiker (Schlagzeug, auch Gitarre und Gesang, Komposition).

## Leben und Wirken
Astor begann im Alter von acht Jahren mit dem Schlagzeugspielen. Als Jugendlicher spielte er klassische Orchestermusik, absolvierte aber auch Workshops bei Elvin Jones und Billy Hart, um Jazz zu spielen. Von 1989 bis 1992 studierte er an der Musikhochschule Köln bei Peter Giger. 1993 erhielt er ein Stipendium für einen Sommerkurs an der Academy of Fine Arts bei Keith Copeland, Kenny Wheeler, Mick Goodrick, Abraham Adzenyah und Chucho Valdés.
Astor gehörte zunächst zur Band von Reiner Witzel, mit der zwei Alben entstanden. Er gründete auch eigene Projekte; mit seinem Sextett erhielt er 1998 den Henessy Jazz-Search. Im Trio „DRA“ des Vibraphonisten Christopher Dell erkundete er seit 1998 die Grenzen des rhythmisch Machbaren und gewann 2002 den Preis „JazzArt, Musik des 21. Jahrhunderts“. Zudem war er Mitglied im Quartett von Allan Praskin und Wolfgang Köhler (Around Jazz, 2003). Mit seinen Astornauten präsentierte er auf dem Album Hibble (2006) eigene Kompositionen. Daneben ist er auf Alben mit Matthias Bröde, Jürgen Friedrich, Christoph Adams und Peter Fessler zu hören.
Weiter arbeitete er mit Charlie Mariano, Ornette Coleman, Benny Bailey, Lew Soloff, Herb Geller, Lonnie Plaxico, Gustavo Bergalli, Wilson de Oliveira, Gunter Hampel, Simon Nabatov, Matthias Schubert, Achim Kaufmann, Ed Schuller, Bill Ramsey oder Marianne Rosenberg. Auf Einladung des Schlagzeugers Sergio Gomes unternahm er 1996 eine erste Studienreise nach Brasilien. 1999 folgte ein halbjähriger Aufenthalt in São Paulo zum Schlagzeug- und Perkussionstudium. Inzwischen spielt er brasilianische Musik auch als Sänger und Gitarrist.